# Paisy-Cosdon
Paisy-Cosdon är en kommun i departementet Aube i regionen Grand Est (tidigare regionen Champagne-Ardenne) i nordöstra Frankrike. Kommunen ligger  i kantonen Aix-en-Othe som ligger i arrondissementet Troyes. År 2022 hade Paisy-Cosdon 334 invånare.

## Befolkningsutveckling
Antalet invånare i kommunen Paisy-Cosdon
Referens: INSEE